# Shawn (album)
Shawn è il quinto album in studio del cantautore canadese Shawn Mendes, pubblicato il 15 novembre 2024 dall'etichetta discografica Island Records.

## Tracce
1. Who I Am – 1:40
2. Why Why Why – 2:49 (testo: Shawn Mendes, Eddie Benjamin, Mike Sabath, Scott Harris)
3. That's the Dream – 2:14
4. Nobody Knows – 2:32
5. Isn't That Enough – 2:45 (testo: Shawn Mendes, Amy Allen, Ethan Gruska, Mike Sabath, Nate Mercereau, Scott Harris)
6. Heart of Gold – 2:52
7. Heavy – 2:34
8. That'll Be The Day – 1:52
9. In Between – 1:57
10. The Mountain – 2:56
11. Rollin' Right Along – 2:39
12. Hallelujah – 3:46

## Classifiche
| Classifica (2024) | Posizione massima |
| ----------------- | ----------------- |
| Australia         | 24                |
| Belgio (Fiandre)  | 4                 |
| Belgio (Vallonia) | 13                |
| Canada            | 24                |
| Germania          | 5                 |
| Irlanda           | 40                |
| Italia            | 43                |
| Lituania          | 53                |
| Norvegia          | 39                |
| Nuova Zelanda     | 31                |
| Paesi Bassi       | 4                 |
| Regno Unito       | 22                |
| Stati Uniti       | 26                |
| Svizzera          | 4                 |

## Date di pubblicazione
| Paese | Data di pubblicazione | Formato                                  | Edizione | Nota                 |
| ----- | --------------------- | ---------------------------------------- | -------- | -------------------- |
| Mondo | 15 novembre 2024      | CD, LP, MC, download digitale, streaming | Standard | [ 11 ] [ 12 ] [ 13 ] |